# Endling: Extinction is Forever
Endling: Extinction is Forever es un videojuego independiente de supervivencia y aventura desarrollado por el estudio español Herobeat Studios y publicado por la empresa alemana HandyGames. Se lanzó para Microsoft Windows, Nintendo Switch, PlayStation 4 y Xbox One el 19 de julio de 2022, para Amazon Luna el 6 de octubre de 2022, para PlayStation 5 y Xbox Series X/S el 3 de noviembre de 2022, y para Android e iOS el 7 de febrero de 2023.

## Jugabilidad
Endling: Extinction is Forever es un videojuego de supervivencia en tercera persona en un mundo 3D de desplazamiento lateral. El jugador toma el papel de la última madre zorro del mundo, acompañada durante todo el videojuego por sus crías, a quienes debe proteger y alimentar. Las crías pueden aprender diferentes habilidades que aumentan sus posibilidades de supervivencia.

## Argumento
En un mundo posapocalíptico, comienza la historia con la madre zorro tratando de escapar de un incendio forestal causado por los humanos. Una vez consigue escapar de este, y estando herida tras sufrir una caída, busca un refugio donde dará a luz a sus cachorros. Durante los primeros días todo parece ir bien, hasta que una fatídica noche, un cazador captura a uno de los cachorros. La madre zorro desesperada sale en su búsqueda y tendrá que rastrear al cazador para encontrar a su cachorro perdido, a la vez que tiene que procurar de que sus otros cachorros sobrevivan en un mundo contaminado y desolado. En su viaje se encontrará con gran variedad de personajes. Entre otros: cazadores, un peletero, una mamá tejón con la cual entablará amistad, y hasta una niña que les ayuda dándoles comida. Tras varias noches siguiendo los rastros del cazador, finalmente lo encuentra, y con él también a su cachorro y a la niña, la cual está muy enferma. Al día siguiente, la niña muere y el cazador decide suicidarse al no poder aguantar el dolor de la muerte de la chica. 
Poco después, ocurre una gran inundación. Los cachorros consiguen subirse a una bañera a flote y la madre zorro intenta alcanzarlos, pero es golpeada por un barril y arrastrada por la corriente. 
Despierta en un lugar desértico y desolado y escucha a sus cachorros, por lo que pese a que está herida, va a rescatarlos de un charco de lodo. Una vez consigue sacarlos a todos, emprenden un largo camino hacia lo desconocido. Se encuentran a la madre tejón llorando la pérdida de su cachorro y poco después se encuentra con el peletero, esta vez armado con un rifle. Finalmente llega a una zona con vegetación, que parece ser un área protegida, y comienza a cavar para atravesar la verja que separa esta zona boscosa del resto del mundo. Los cachorros son los primeros en entrar, y tras ellos la madre. Pero esta es alcanzada por un disparo del peletero mientras cruzaba. Malherida, sus cachorros la ayudan a avanzar con la esperanza de ponerla a salvo, pero esta no aguanta más y se desploma, para morir poco después. En la escena final, los cachorros se acurrucan junto a ella para después, continuar su camino con la madre tejón, que se hace cargo de ellos.

## Recepción

### Premios y nominaciones
El videojuego fue nominado al premio «Games for Impact» en The Game Awards 2022, que recayó en As Dusk Falls. El videojuego también fue nominado a los premios «Outstanding Art Direction, Contemporary», «Outstanding Game, Special Class», «Outstanding Original Dramatic Score, New IP», and «Outstanding Game of the Year» en los NAVGTR Awards 2022, ganando solo uno por «Outstanding Game, Special Class». También fue nominado al «Social Impact Award» en los Game Developers Choice Awards de 2023, que recayó en Citizen Sleeper; y ganó el premio a «Game Beyond Entertainment» en los British Academy Games Awards de 2023. También ganó los premios a «Game of the Year» and «Most Significant Impact» en los Games for Change Awards de 2023, mientras que su otra nominación fue a «Best Narrative Game».